# Hugh McLean (Organist)
Hugh McLean (* 5. Januar 1930 in Winnipeg, Manitoba; † 30. Juli 2017 in Naples, Florida) war ein kanadischer Organist, Chorleiter, Pianist, Cembalist, Musikpädagoge und -wissenschaftler.

## Leben und Wirken
McLean studierte Klavier bei Russell Standing, Phyllis Schuldt und Arthur Benjamin, Orgel bei Hugh Bancroft und William H. Harris und Komposition bei William Lloyd Webber. Er erhielt ein Stipendium für ein Orgelstudium am King’s College in Cambridge und gewann während seines Studiums dort (1951–56) die Arnold Bax Commonwealth Medal (1954) und die Harriet Cohen Bach Medal (1955).
Nach seiner Rückkehr nach Kanada war er von 1957 bis 1973 Organist und Chorleiter an der Ryerson United Church in Vancouver. Er gründete 1958 die Vancouver Cantata Singers, deren Dirigent er bis 1967 war, leitete von 1957 bis 1967 das Hugh McLean Consort, ein Ensemble für historische Aufführungen von Barockmusik und gründete die CBC Vancouver Singers. Von 1967 bis 1969 unterrichtete er an der University of Victoria, danach an der University of British Columbia. Von 1973 bis 1980 war er Dekan der Musikfakultät an der University of Western Ontario, wo er ab 1991 bis zu seiner Emeritierung 1995 Orgel, Cembalo und Musikgeschichte unterrichtete. Danach wurde er Musikdirektor an der All Saints Episcopal Church in Winter Park, Florida.
Als Organist trat McLean bei der CBC, in zahlreichen großen Städten Kanadas, in San Francisco, Los Angeles und Chicago, in der Blasiuskirche in Mühlhausen und der Thomaskirche in Leipzig auf. Er gab Rundfunkkonzerte bei der BBC, in Australien, der Schweiz und Japan, dirigierte 1975 beim Polnischen Rundfunk und unternahm 1988 eine Konzertreise durch die UdSSR. Mit dem CBC Vancouver Chamber Orchestra unter Leitung von John Avison spielte er die kanadische Erstaufführung von Paul Hindemiths Orgelkonzerten (1970, 1972), mit dem Toronto Symphony Orchestra führte er Camille Saint-Saëns’ 3. Sinfonie (1978) und Francis Poulencs Concerto (1982) auf und bei der Weltmusikwoche 1975 in Toronto spielte er die Uraufführung von Bengt Hambraeus’ Icons. Beim Internationalen Johann-Sebastian-Bach-Wettbewerb in Leipzig 1984 war er einer der Juroren.
Als Musikwissenschaftler war McLean ein Spezialist für die Musik des 17. und 18. Jahrhunderts. Er entdeckte bei einer Reise nach Polen und in die DDR Werke von Alessandro Scarlatti und Johann Hermann Schein, gab Orgelwerke von Henry Purcell und Johann Ludwig Krebs und Kompositionen von Wolfgang Amadeus Mozart, William Felton, John Blow und H.N. Gerber heraus, arbeitete an der neuen Edition der Werke Carl Philipp Emanuel Bachs mit und verfasste mehrere Artikel für das Grove Dictionary of Music and Musicians.
1953 wurde McLean Mitglied des Royal College of Organists, 1957 des Royal Canadian College of Organists; von 1975 bis 1980 war er Direktor des Canadian Music Council. 1975 wurde er in die Royal Society of Canada aufgenommen, 1978 zum Mitglied des Order of Canada ernannt. Noch 1990 verlieh ihm die DDR den Stern der Völkerfreundschaft. McLean war mit der Pianistin Anne Stillman (* 1950) verheiratet.

## Quelle
- The Canadian Encyclopedia - McLean, Hugh
- Hugh John McLean, C.M., M.A., F.R.S.C.